# Фернандеш, Леандро
Леандро Фернандеш да Кунья (нидерл. Leandro Fernandes da Cunha; род. 25 декабря 1999 года, Неймеген, Нидерланды) — нидерландский футболист, полузащитник.

## Клубная карьера

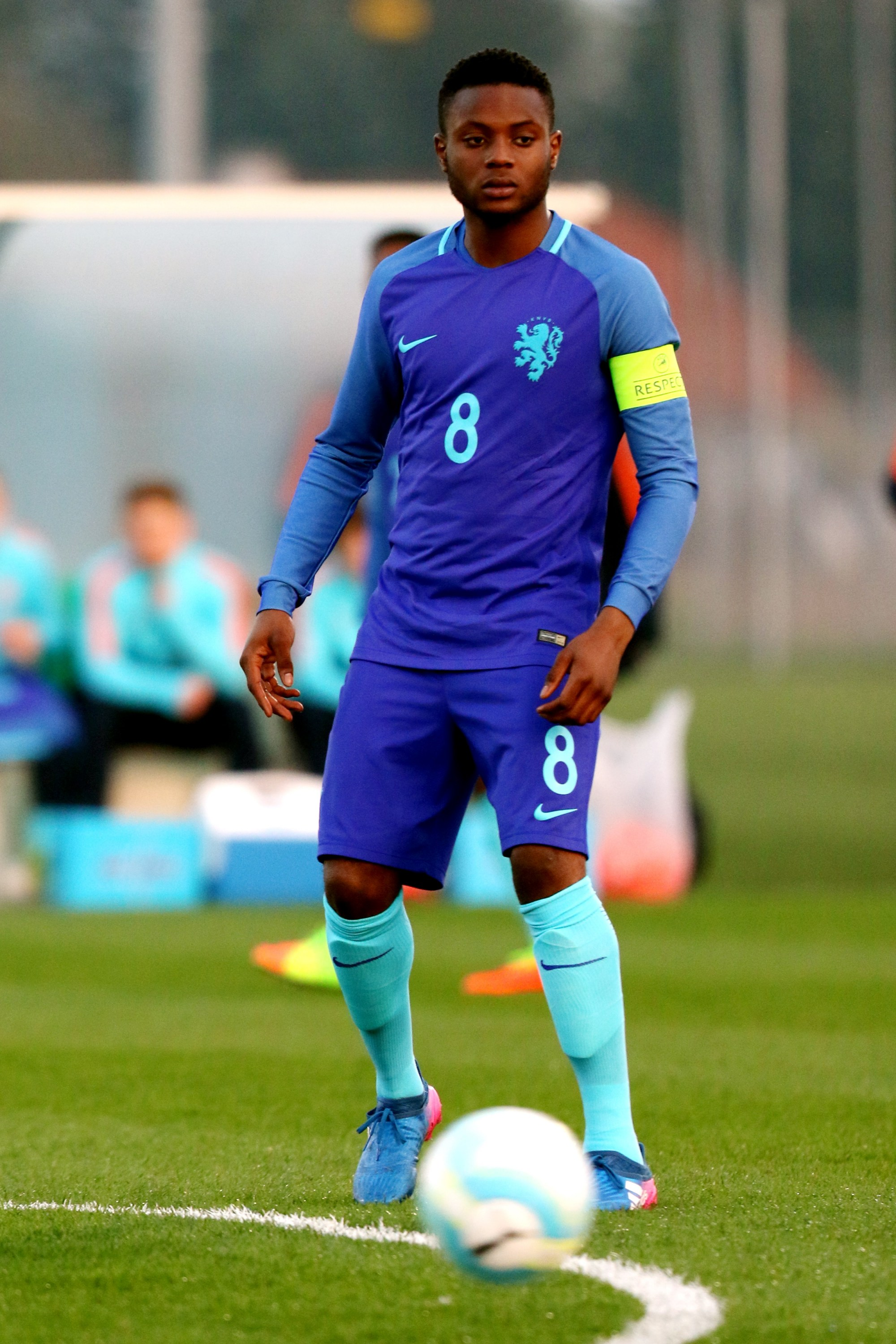
Фернандеш в составе юношеской сборной Нидерландов

Фернандеш — воспитанник клубов «Куик 1888», НЕК и ПСВ. 14 октября 2016 года в матче против «Алмере Сити» он дебютировал за дублирующий состав в Эрстедивизи. В начале 2018 года Леандро подписал контракт с итальянским «Ювентусом». Для получения игровой практики он выступал за молодёжный состав. Летом 2019 года Фернандеш был отдан в аренду в ситтардскую «Фортуну». 21 декабря в матче против «Виллема» он дебютировал в Эредивизи.

## Международная карьера
В 2016 году в составе юношеской сборной Нидерландов Фернандеш принял участие в юношеском чемпионате Европы в Азербайджане. На турнире он сыграл в матчах против Италии, Сербии, Швеции и Португалии.